# 파샤이어

나스탈리크체로 쓴 "파샤이"

파샤이어(Pashayi, Pashai)는 아프가니스탄 북동부에서 파샤이인이 사용하는 인도아리아어군 언어이다. 화자 수는 총 40만 명 정도이다.
2003년까지 문자 언어로 쓰는 전통이 없었다. 상호 의사소통이 불가능한 4개의 방언으로 나뉘는데, 크게 북동부, 북서부, 남동부, 남서부 방언이다. 이들을 각각 별개 언어로 인정하고 파샤이어군이라는 용어를 쓰는 문헌도 있다.